# Vendaval (banda)
Vendaval es una banda española de heavy metal y power metal, formada en Asturias en 2002 por Txema Trinidad, Miguel Fernández, Fernando Argüelles y Luis Fernández, tras la separación de la banda Nörthwind. Tras diez años de carrera musical, la banda ha lanzado cuatro trabajos.

## Historia

### Vendaval
Tras la disolución de Nörthwind en 2002, Luis Fernández, Txema Trinidad, Fernándo Argüelles y Miguel Fernández forman Vendaval. El grupo pretende salirse del estilo epic power metal que defendía Nörthwind y hacer un heavy metal más directo y potente. Para demostrar esa predeterminación, en junio de 2003 la banda lanza su álbum debut, Vendaval, bajo el sello GOI Music. Fue grabado en Guipúzcoa, en los estudios Sound Source y fue coproducido, mezclado y masterizado por Arkaitz Carrasco.

### Mi Otra Mitad
En marzo de 2005, Vendaval publica su segundo álbum Mi Otra Mitad. Con él se publica un videoclip del single homónimo. En octubre de 2005, el programa Rockstation de la cadena televisiva 40TV presenta el videoclip de Muerte al Alba, tema seleccionado por los seguidores de la banda como más representativo del álbum. Fue grabado por Dani Sevillano en los estudios Eclipse. En él colaboran varios artistas de la escena musical asturiana, como el propio Dani Sevillano, que grabó el segundo solo de Rostros Extraños. Destaca la voz de Ramón Lage (Avalanch) en Carta de un Soldado. También colaboraron Ruth Suárez (Darna) y Carlos Suárez (Tierra de Nadie).
En este momento es también cuando comienza la andanza de la mano de GRAVIS Records, con la publicación de las ediciones mexicanas de ambos álbumes.

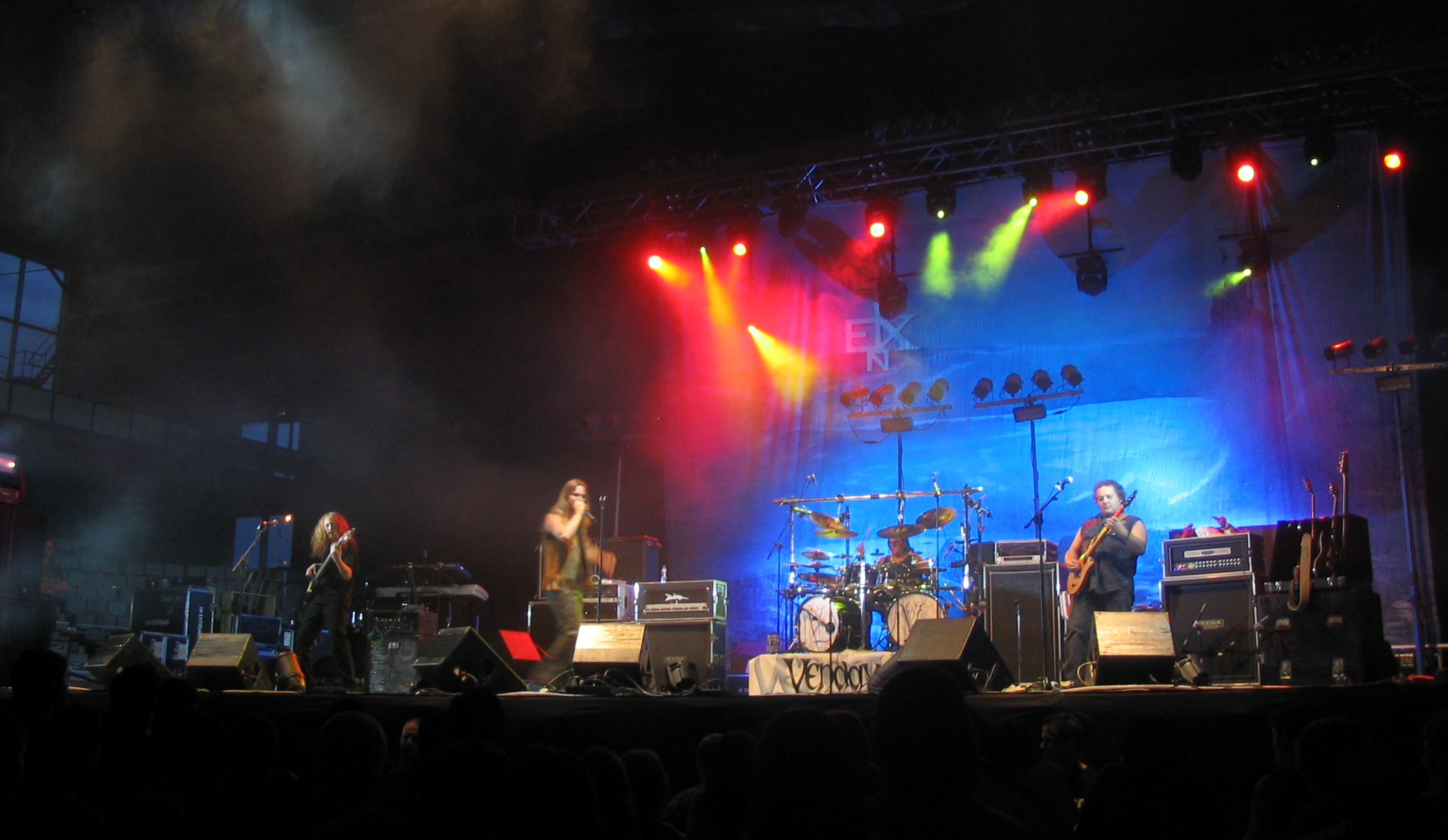
Vendaval en el Gijón Metal Fest. 18/08/2006

En 2006, Miguel recibe el Premio AMAS en la categoría de "mejor bajista". El hecho casi coincide temporalmente con el comienzo de los problemas físicos de Luis, que le obligan a abandonar Vendaval. Para cubrir su baja y poder completar la gira de su reciente publicación, Carlos Suárez se suma a la formación temporalmente.
En 2007, Vendaval busca más contundencia en sus directos y se incorpora un segundo guitarra, Andy Flórez. Tras terminar la gira de Mi Otra Mitad, Carlos reanuda su actividad con Tierra de Nadie y Miguel decide abandonar la banda. En este momento la formación sufre el mayor cambio en su trayectoria, sumándose Santiago «Rabax» Fernández a la guitarra rítmica, Pablo Rodríguez al bajo y Mario Herrero a los teclados. Poco después, Pablo es sustituido por Javi González. Este mismo año, la banda es invitada a participar con el tema Méxica en el Tributo Internacional a Kraken.

### Estigmas
En 2008 comienzan a grabar su tercer álbum Estigmas y en marzo de 2009 se publica a nivel mundial, esta vez ya en exclusiva bajo el sello GRAVIS Records. El disco es grabado en Stardust Studios y el propio Javi González se encarga de mezclar y masterizar el trabajo. Este álbum difiere sensiblemente de los anteriores, abandonando los arreglos flamencos que caracterizaban los dos primeros discos y presentado un power metal más melódico y moderno e incluyendo arreglos de teclado, hasta ahora inexistentes en el sonido de la banda. Se publica también el tercer videoclip de la banda con el tema Pecado Inmortal.
A mediados de 2010 se integra en la formación David Álvarez "Lara" como nuevo bajista de la banda y Mario abandona la banda. A finales de ese mismo año, Nathan Cifuentes entra como nuevo guitarrista, sustituyendo a Santi.
Con esta formación se graban dos tributos, uno a la banda Asfalto, con el tema Capitán Trueno y un importante tributo a Ronnie James Dio, en el cual participaron muchos de los más destacados artistas de la escena musical roquera y metalera de España, aunque aún no ha sido publicado (2013).
En 2012 la banda participa en el Metal Meltdown: Thrashbrute, con los temas Killing Is My Business...and Business Is Good, de Megadeth y Eye of the Beholder, de Metallica.

### Arba'a
2012 marca el décimo aniversario de Vendaval y deciden que es momento de sacar un nuevo álbum Arba'a ("cuatro" en árabe), que ve la luz en exclusiva para México el 1 de noviembre y el día 15 en España y el resto del mundo. Es distribuido en España por Leyenda Records. Al mismo tiempo se presenta al nuevo bajista, Vindio Villarroel. El álbum fue grabado en Biohazard Studios (Gijón), fue producido por Nathan Cifuentes y Txema Trinidad y mezclado y masterizado por Nathan Cifuentes. La banda da una vuelta de tuerca a su música y a su sonido, más contundente, directo y elaborado, con temas que defienden desde el AOR hasta el power metal, pasando también por un heavy metal más agresivo y convencional y demostrándose numerosas influencias de otros estilos como el speed metal, el folk rock y el metal progresivo. Arba'a cuenta también con importantes colaboraciones, entre los que destacan el solo de Víctor de Andrés y la voz de Joaquín Padilla (Iguana Tango) en Prisionero y los teclados de Eduardo García Salueña (Senogul) en varios temas. Además, colaboran Jorge Da Luz al acordeón y Aníbal Menchaca, Daniel Martínez y Jesús Ariño a los coros.
A finales de 2013, Vendaval sufre un importante cambio en su formación: Andy abandona el grupo y la banda decide seguir sin Fernando. Es un punto de inflexión para el sonido de Vendaval, que deciden quedarse con un solo guitarrista e incorporar a Iván Peinado a los teclados. Además, entra a formar parte de la banda Adrián Álava a la batería. Con esta nueva formación y tras menos de dos meses de ensayos, continúan su presentación de Arba'a por el norte de la península.

Apenas un año después y con gran pesar, la banda ha de decir adiós a Adrián por motivos profesionales y emiten un comunicado de despedida en su web y las redes sociales.
«Muy buenas amigos: Mañana será un día muy especial para Vendaval ya que, aparte de tocar en Madrid acompañando a nuestros amigos de Emboque en su final de gira XX Aniversario, será el último concierto que nuestro batería Adrián, por motivos puramente laborales, va a dar con nosotros. Desde aquí queremos agradecer a Adrián todo el trabajo y el esfuerzo realizado por y para Vendaval, un auténtico ejemplo de dedicación y compromiso, y desearle toda la suerte del mundo en esta nueva etapa que se abre para él.
Empezó a tocar con nosotros en el peor momento de la banda en estos 12 años y ahora se va dejándonos en uno de los mejores; mil gracias; ésta siempre será tu casa.
En otro orden de cosas, la banda lleva trabajando desde hace tiempo en la búsqueda de un sustituto que anunciaremos próximamente.»
Sin apenas demora, Alex Prados sustituye a Adrián en la batería y pronto siguen girando por el norte de España, demostrando una potencia sin precedente en la sección rítmica de la banda.

### Por el Tiempo, un punto de inflexión
En enero de 2017 anuncian el comienzo de la grabación de su quinto álbum en Biohazard Studios, el estudio de su guitarrista Nathan, que se encargaría del sonido y de gran parte de la producción musical y de los arreglos. Durante promoción previa al lanzamiento anuncian una importante cantidad de colaboraciones, siendo algunas tan relevantes como la de Fabio Lione cantando en castellano, entre otras. Se presentan dos adelantos, "Por el Tiempo" y "Sigo Aquí" (tema en el que colabora Fabio Lione), en los que se puede apreciar un importante cambio en la dirección musical de la banda y también en la producción con respecto a todos sus anteriores trabajos.
En noviembre de 2017 el álbum sale a la venta y es presentado en directo en el Diario de un Metalhead Fest III junto a Freedom Call y Arenia. El disco cosecha algunas de las mejores críticas de la historia de la banda y recibe las alabanzas de la crítica por su musicalidad, su complejidad y por una clara mejora de sonido. Por el Tiempo presenta, en líneas generales, un power metal más elaborado, sinfónico y melódico; con amplios coros y con teclados omnipresentes, ritmos muy variados y distintos acercamientos a otros géneros, como al hard rock y el AOR. Las letras, escritas en su totalidad por Txema Trinidad, hablan de temas tan diversos como la Guerra de Siria (Ruinas de Libertad), el síndrome de Estocolmo (Tu Propio Ser) o los problemas medioambientales generados por los humanos.

## Miembros

### Actuales
- Txema Trinidad - voz
- Nathan Cifuentes - guitarra y coros
- Iván Peinado - teclado y coros
- Alex Prados - batería
- Iván Batalla - bajo

### Anteriores
- Miguel Fernández - bajo
- Luis Fernández - guitarra y coros
- Carlos Suárez - guitarra y coros
- Javi González - bajo y coros
- Mario Herrero - teclado
- Santi Rabax Fernández - guitarra y coros
- David Álvarez Lara - bajo y coros
- Andy Flórez - guitarra y coros
- Fernando Argüelles - batería
- Adrián Álava - batería
- Vindio Villarroel - bajo

## Discografía
- Vendaval (2003)
- Mi Otra Mitad (2005)
- Estigmas (2009)
- Arba'a (2012)
- Por El Tiempo (2017)

## Videoclips
- Mi Otra Mitad (2005)
- Muerte al Alba (2005)
- Pecado Inmortal (2009)